# Коренно население на Субарктика на Северна Америка
Коренното население на Субарктика на Северна Америка или Индианците на Субарктика е географска и етнографска класификация на индианските племена в Северна Америка, които в миналото обитават Субарктическата зона на континента и имат сходни обичаи и начин на живот.

## Територия
Културната област Субарктика се простира на територия от 5 милиона кв. км. от Кук Инлайт на Тихоокеанския бряг до естуара на Сейнт Лорънс и Атлантическия океан като включва и остров Нюфаундленд. На север границите и достигат до Хъдсъновия залив и Арктическата зона, а на юг до северния бряг на Горното езеро и Големите равнини. Регионът обхваща териториите на днешните канадски територии Юкон и Северозападната територия, малка част от Нунавут, Централна и Източна Британска Колумбия, Североизточна Алберта, северните и централни части на Саскачеван, Манитоба, Онтарио, Квебек, Нюфаундленд и американска Аляска. Районът е доминиран от Бореалните гори (тайгата), които на север преминават в тундрата, а на юг опират до прериите и широколистните гори. На запад теренът се изкачва в Скалистите планини и Кордилерите, а на изток слиза до Атлантическия бряг. Тук живеят племена главно от Атабаското и Алгонкинското езикови семейства.

## Култура и начин на живот
Местното население се прехранва главно с лов, риболов и събирачество. Заради суровия климат не се занимават със земеделие. Живеят на малки семейни групички от по 20 – 30 души, които през лятото се събират с други групи, за да ловуват, да ловят риба, да търгуват и да празнуват своите празници. Различната храна се суши, смила, опушва и се прибира за съхранение в торби, кошници и ями за зимата. Групите постоянно се местят от едно място на друго в рамките на определена територия, за да търсят храна според сезона. Тъй като дивечът е рядко срещан в Северните гори гъстотата на населението е малка. Размерът на групите е силно повлиян от наличните природни ресурси. Атабаските племена в планинските райони на запад се събират край реките през лятото, за да ловят сьомга, която опушват в специално построени за целта постройки. За тях сьомгата и другата риба е основна храна. Племената, живеещи на север от езерото Атабаска следват сезонната миграция на стадата карибу, а на изток монтанаите и наскапите се събират заедно през лятото по Атлантическия бряг, а зимата се разпръсват из вътрешността.
Най-възрастните мъже и жени взимат решения касаещи групата. Семейство или отделни лица, които не са съгласни с конкретни решения са свободни да се присъединят към някоя друга група или да живеят известно време сами. Политическата власт също е слаба. Всяка група си има вожд, но неговите правомощия са ограничени. Водачът се избира заради личните му качества от цялата група. Той трябва да бъде щедър, мъдър, справедлив и морален човек. Няма наследствени владетели.
Наследствеността се предава по майчина или бащина линия, или и по двете. При племената, живеещи близо до Пасифика, родството се предава по майчина линия. Живеещите в района на Маккензи наследяват и по двете, а за Алгонкинските народи е характерно родството по бащина линия. Родствените връзки определят членството в групата като браковете се регулирали. Групите са организирани в кланове.
Децата се учат от малки от по-възрастните на всички умения, които ще им бъдат необходими в живота. Сред много племена се практикува обичая юношите и девойките да постят и да се молят в усамотение, за да намерят своя дух-пазител.
Постоянното търсене на храна налага на хората често да се местят, затова те не притежават много вещи. Дрехите си шият от кожите на животните, които убиват. Украсяват ги с красиви орнаменти от пера, бодли от бодливо свинче и мъниста. През зимата се придвижват със снегоходки и шейни влачени от кучешки впрягове, а по реките и езерата плават с канута.
Домовете им варират значително, в зависимост от местообитанието. Обикновено в тях живеят по 1 – 2 семейства. Северните оджибве строят конични колиби от пръти покрити с кора. Атабаските племена в централната част използват типита, подобни на тези на Прерийните народи. Други, живеещи в района на Маккензи и в Скалистите планини, строят куполовидни колиби, които покриват с кал и треви. Чилкотин, които живеят на юг използват хубави дървени къщи, наполовина вкопани в земята, подобни на тези на народите от Платото.
Сечива и предмети за бита изработват от камък, рогове, кости и дърво, а някои използват и мед.
Религиозните им вярвания отразяват вижданията им за природата и заобикалящия ги свят. Всичко, което не може да си обяснят е дело на духовете. За болестите също са виновни духовете, те са лоши и хората се страхуват от тях. Всяко живо и неживо същество притежава собствена сила и енергия. След смъртта духа на човек отива в отвъдния свят, където продължава да живее. Връзката с духовния свят са шаманите. Те може да бъдат както мъже, така и жени, стига да са имали голямо и силно видение, от което да черпят силата си. Шаманите ръководят различните ритуали, предсказват бъдещето, лекуват болните и се молят за благоприятно време и успешен лов и риболов.
С идването на белите живота им корено се променя. Много от тях приемат християнството и начина на живот на заселниците, а европейските болести убиват повечето от тях. С намаляване на населението, различните групи започват да се събират и да остават заедно на едно място по-продължително време. Това става главно около търговските постове. Много бързо местното население става зависимо от европейските стоки. Търговията с кожи нанася голямо поражение, както върху племената, така и върху природата. Много от животните са почти унищожени, което води до недоимък сред хората, а оттам и до бързото усвояване на нови начини за прехрана. Днес много от племена в Субарктика живеят в резервати като се мъчат да запазят езика и традициите си.

## Списък на индианските племена на Субарктика
- Ахтна (Атна) – Аляска
- Атикамек – Квебек
- Беотук – Нюфаундленд
- Биивър (Данеза, Дунеза, Тса тине)
- Догриб
- Ингалик (Дег хитан, Дег Хинаг) – Аляска
- Монтанаи
- Наскапи
- Йелоунайф
- Кашка – Юкон, Британска Колумбия
- Кариер (Дакелх) – Британска Колумбия
- Колчан (Горни Кускукуюм) – Аляска
- Коюкон – Аляска
- Кутчин (Гуичин, Тукут, Лочеукс)
- Крии
- Монтани
- Секани – Британска Колумбия
- Слейв
- Тагиш – Юкон, Британска Колумбия
- Тсетсаут – Британска Колумбия
- Тучоне
- Танаина (Денаина) – Аляска
- Танана
- Холикачук (Иноко) – Аляска
- Хеър (Каучотине)
- Хан – Аляска, Юкон
- Чилкотин (Тсилкотин) – Британска Колумбия
- Чипеуаян – Северозападна територия, Манитоба, Алберта, Съскачиуан